# Ботян, Алексей Николаевич
Алексе́й Никола́евич Ботя́н (28 января (10 февраля) 1917, д. Чертовичи, Виленская губерния, Российская империя — 13 февраля 2020, Москва, Россия) — советский разведчик, ветеран Великой Отечественной войны, Герой Российской Федерации (2007), полковник КГБ СССР.
Сыграл значительную роль в сохранении города Кракова от разрушения немецкими войсками. Однако сведенияо том, что Ботян явился прототипом главного героя романа Юлиана Семёнова «Майор Вихрь» и одноимённого художественного фильма ошибочны: история романа и фильма описывают работу другого разведчика - Березняка Евгения Степановича и его группы.

## Биография

### Довоенное время
Родился 28 января (10 февраля) 1917 года в крестьянской семье, проживавшей на территории Западной Белоруссии, в Воложинском районе Минской области, которая в марте 1921 года отошла к Польше. Отец — столяр.
Окончил школу, а в 1935 году — педагогическое училище. В 22 года был призван в польскую армию, в составе которой служил капралом 3-го дивизиона зенитной артиллерии в городе Вильно. В сентябре 1939 года, будучи наводчиком расчёта зенитного орудия, участвовал в боях против германского вторжения в Польшу. Под Познанью его орудие сбило три самолёта Junkers.
Когда в сентябре 1939 года западные районы Белоруссии были заняты советскими войсками, вернулся в родное село. Стал гражданином СССР, в 1940 году окончил педагогические курсы, работал заведующим начальной школой села Ровковичи Воложинского района. Также был комсомольским активистом. По собственным воспоминаниям А. Н. Ботяна, в 1940 году он был включён в кадровый резерв органов НКВД СССР.

### Великая Отечественная война
В мае 1941 году зачислен в НКВД и направлен на учёбу в Высшую разведывательную школу. В июле 1941 года зачислен в состав Отдельной мотострелковой бригады особого назначения, подчинявшейся четвёртому управлению НКВД СССР (начальник управления — Павел Судоплатов).
В ноябре 1941 года в качестве командира разведывательно-диверсионной группы переброшен за линию фронта. Участвовал в обороне Москвы.
В 1942 году направлен в глубокий тыл врага в западные районы Украины и Белоруссии. Действовал там как самостоятельно, так и в составе крупных партизанских отрядов.
Был заместителем по разведке командира партизанского соединения Героя Советского Союза Виктора Карасёва.
Под его непосредственным руководством проведена операция по взрыву немецкого гебитскомиссариата в городе Овруч Житомирской области Украинской ССР, когда там находилась инспекция из Германии. В результате этой операции 9 сентября 1943 года уничтожено 80 гитлеровских офицеров.
В мае 1944 года по заданию Центра во главе группы из 28 человек совершил переход в Польшу, имея задачу организации разведки расположения и передвижения противника в районе города Кракова. Благодаря хорошему знанию польского языка и культуры местного населения, а также своим организаторским способностям, Алексей Ботян сумел организовать взаимодействие и совместные боевые операции с такими разными политическими силами, как части Армии Крайовой, Армии Людовой и крестьянскими Батальонами Хлопскими. Под его руководством была проведена операция по захвату совместно с подразделениями Армии Людовой города Илжа, в ходе которой из тюрьмы были освобождены арестованные польские патриоты, захвачено большое количество оружия и снаряжения. В настоящее время в городе Илжа установлен памятник героям этого боя, на котором вместе с именами поляков выбиты имена и советских бойцов группы Ботяна. Группе Алексея Ботяна удалось обосноваться в районе Кракова и развернуть широкую разведывательную и диверсионную деятельность. В конце 1944 года бойцами группы был захвачен инженер-картограф Зигмунд Огарек, этнический поляк, мобилизованный в состав гитлеровской армии и служивший в тыловых подразделениях вермахта. Огарек дал ценные показания о складе взрывчатки, доставленной в Ягеллонский замок в городе Новы-Сонч, которую, по одной из версий, предполагалось использовать для уничтожения исторического центра Кракова, Рожновской плотины и мостов через реку Дунаец. Алексею Ботяну удалось внедрить в находящийся в 90 км от Кракова замок под видом грузчика польского патриота, который установил мину замедленного действия.
В разгар наступления Красной армии, утром 18 января 1945 года, мина была приведена в действие, и вражеский склад взлетел на воздух. На следующий день, 19 января, в Краков вошли передовые части 1-го Украинского фронта под командованием Маршала Советского Союза Ивана Конева. Город практически не пострадал в ходе боевых действий (было взорвано лишь несколько мостов через Вислу).
В современной Польше роль Алексея Ботяна в сохранении Кракова ставится под сомнение.
В последние месяцы войны группа Алексея Ботяна действовала в тылу врага на оккупированной территории Чехословакии.

### Послевоенное время
С 1945 года проходил службу в оперативном составе 1-го Управления (внешняя разведка) Наркомата государственной безопасности СССР (с 1946 года — Министерство государственной безопасности СССР, с 1954 года — Комитет государственной безопасности при Совете Министров СССР).

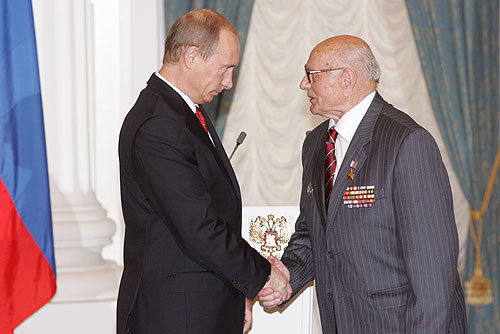
Церемония вручения золотой Звезды Героя Российской Федерации, 22 мая 2007

В 1947 году был заброшен в Чехословакию под видом рабочего-чеха, работал слесарем на заводе в городе Жатец Судетской области, там же учился в Высшей промышленной моторостроительной школе. Пройдя натурализацию, был переведён на урановые рудники в Яхимов. В дальнейшем неоднократно выезжал в заграничные командировки в различные европейские страны для выполнения сложных и ответственных заданий, сведения о которых ещё засекречены.
Привлекался для консультирования сотрудников группы специального назначения «Вымпел».
В 1983 году в звании полковника был уволен в отставку по возрасту (в 66 лет). До 1989 года продолжал работать в органах КГБ СССР в качестве гражданского специалиста.
Владел немецким, польским и чешским языками.
Указом Президента Российской Федерации от 10 мая 2007 года «за мужество и героизм, проявленные в ходе операции по освобождению польского города Кракова и предотвращению уничтожения его немецко-фашистскими захватчиками в период Великой Отечественной войны 1941—1945 годов», полковнику в отставке Ботяну Алексею Николаевичу было присвоено звание Героя Российской Федерации с вручением медали «Золотая Звезда».
Проживал в Москве.

### Смерть
В конце января 2020 года состояние здоровья А. Н. Ботяна стало резко ухудшаться‚ он был доставлен в одну из больниц Москвы. 13 февраля 2020 года‚ на 104-м году жизни‚ разведчик скончался. Соболезнования в связи с кончиной выразил президент России Владимир Путин.
Похоронен 17 февраля 2020 года с воинскими почестями на Аллее Героев Троекуровского кладбища.

## Семья
Отец — Николай Ботян, столяр. Ездил на заработки в Германию и в Аргентину, в совершенстве владел немецким и испанским языками. Обучил сына немецкому языку.
Супруга — Ботян Галина Владимировна (урожд. Гелена Гинцель), по происхождению чешка. Скончалась в 2013 году.
Дочь — Ботян Ирина Алексеевна.
Есть внуки, два правнука.

## Награды

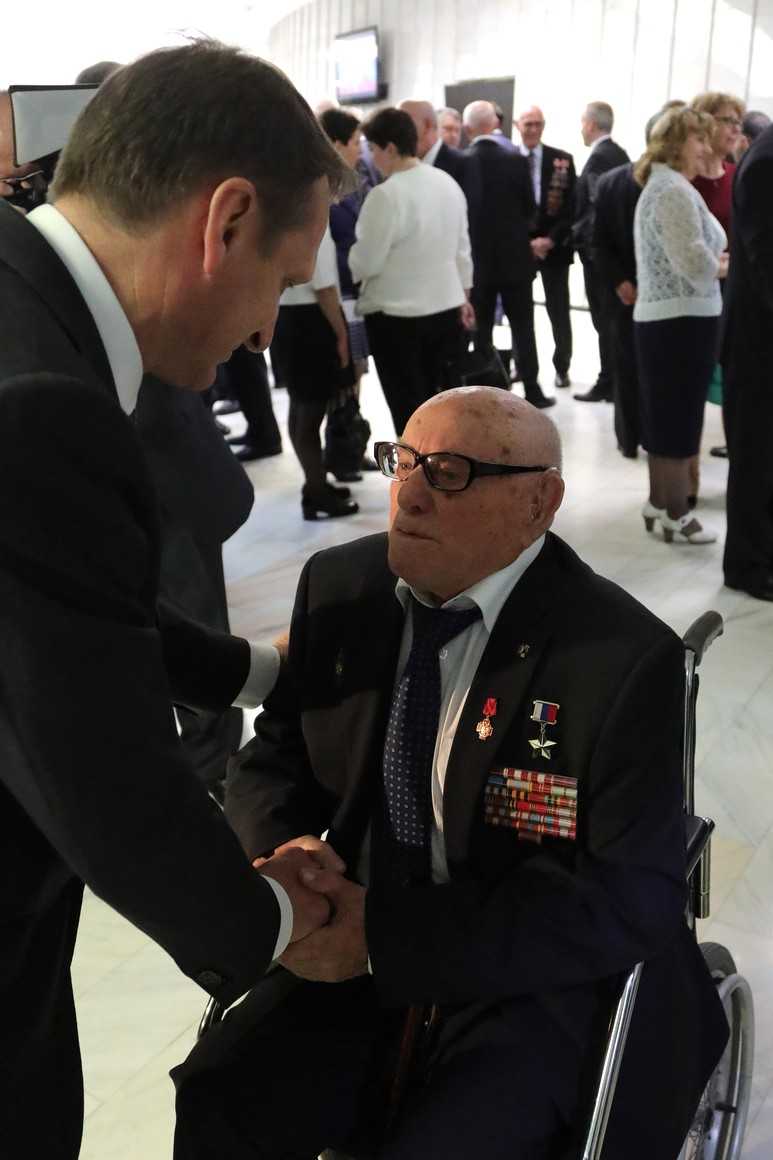
С директором СВР Сергеем Нарышкиным, 28 июня 2017

- Герой Российской Федерации (9 мая 2007 года) — за мужество и героизм, проявленные в ходе операции по освобождению польского города Кракова и предотвращению уничтожения его немецко-фашистскими захватчиками в период Великой Отечественной войны 1941—1945 гг.[13][14],
- Орден «За заслуги перед Отечеством» IV степени (2017 год)[15][16],
- Орден Мужества,
- Два ордена Красного Знамени,
- Орден Отечественной войны I степени,
- Орден Трудового Красного Знамени,
- Медаль «За боевые заслуги»,
- Медаль «Партизану Отечественной войны» I степени,
- Медали СССР и РФ,
- Почётный сотрудник госбезопасности,
- Орден Виртути милитари (Польша)
- Медали ПНР,
- Почётный гражданин города Илжа (Польша).

## Память

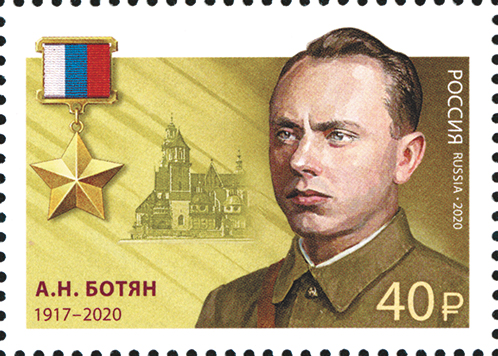
Почтовая марка. Герои Российской Федерации. А. Н. Ботян

- В 2017 году по случаю 95-летия со дня образования управления «С» ПГУ КГБ СССР один из драгоценных камней, хранящийся в Гохране России, был назван именем Алексея Ботяна[17].
- В 2020 году издана почтовая марка России, посвящённая А. Н. Ботяну[18].
- 7 октября 2021 года на месте захоронения на Троекуровском кладбище открыт бюст[19].
- Распоряжением Правительства Российской Федерации от 30 ноября 2021 года № 3397-р на основании предложения парламента Республики Северная Осетия — Алания наименование «Алексей Ботян» присвоено безымянной горе абсолютной высотой 4019 метров, расположенной на хребте Соудор на территории Ирафского района Республики Северная Осетия – Алания[20].